# Marko Kolar
Marko Kolar (Zabok, 31. svibnja 1995.) hrvatski je nogometaš. Trenutačno nastupa kao napadač za Goricu.

## Klupska karijera

### Rane godine
Marko svoju karijeru započinje u rodnom mjestu Zaboku u Mladosti. Nakon zapaženih nastupa, odlazi u Tondach iz Bedekovčine gdje igra 1. HNL u kategoriji pioniri. Godine 2008. Marko odlazi u Dinamo gdje se afirmira kao jedan od ključnih igrača svoje kategorije. Prvu pažnju na sebe privukao je kada je postigao 39 pogodaka u 29 nastupa u kadetskoj kategoriji. U rujnu 2012.g. potpisuje profesionalni ugovor s Dinamom na 7 godina.

### Sesvete
Posljednju juniorsku sezonu nije nastupao za juniore već je prešao na posudbu u Sesvete za koje postiže 8 ligaških pogodaka te je bio najbolji strijelac kluba u sezoni 2013./14. 

### Lokomotiva Zagreb
Nakon sezone u Sesvetama odlazi na posudbu u Lokomotivu gdje u prvoj sezoni postiže 7 ligaških pogodaka u 30 nastupa. U sezoni 2015./16. postaje član Lokomotive te s njima sklapa ugovor. U ovoj sezoni Kolar postiže svoje prve pogotke u Europskoj ligi, najznačajniji je onaj u pobjedi protiv Grčkog PAOK-a 2:1.

### Inter Zaprešić
U sezoni 2016./17. odlazi na posudbu u NK Inter iz Zaprešića kao zamjena za najboljeg strijelca lige Iliju Nestorovskog. Prvi ligaški pogodak postiže protiv svojeg kluba Lokomotive, iz kojeg je na posudbi za minimalnu pobjedu 1:0.

### Wisla Krakow
Nakon povratka s posudbe, odigrao je za Lokomotivu 6 utakmica te je službeno 5. rujna 2017. godine potpisao za slavnog poljskog prvoligaša Wislu Krakow.

### Emmen
U 2019. godini je Kolar potpisao za nizozemski nogometni klub Emmen.

### Wisła Płock
U ljeto 2021. godine vraća se u Poljsku gdje potpisuje za Wisłu Płock.

### NK Maribor
U ljeto 2023. godine potpisuje dvogodišnji ugovor sa slovenskim prvoligašem Mariborom. Prvi pogodak postiže u kvalifikacijama za Konferencijsku ligu protiv luksemburškog Differdangea.

### HNK Gorica
U ljeto 2024. godine potpisuje dvogodišnji ugovor sa hrvatskim prvoligašem Goricom. Prvi pogodak u ligi postiže protiv Istre u drugoj utakmici za klub. 

## Vanjske poveznice
- Profil na Soccerwayu
- Profil na Transfermarktu
- https://www.sofascore.com/player/marko-kolar/190443